# Broker (pel·lícula de 2022)
Broker (coreà: 브로커, trascrit Beurokeo o Broker) és una pel·lícula dramàtica sud-coreana, dirigida pel director japonès Hirokazu Koreeda, i protagonitzada per Song Kang-ho, Bae Doona, Gang Dong-won i Lee Ji-eun. La pel·lícula gira entorn de personatges associats amb el torn d'una església (aquí s'hi refereixen com a baby box, "caixa" o "bústia de nadons" o "expòsits") on les mares sense mitjans poden dipositar els seus nounats de manera anònima perquè uns altres en tinguin cura. La pel·lícula va ser seleccionada per competir per la Palma d'Or al 75è Festival Internacional de Cinema de Canes, que és on es va estrenar, més específicament, el 26 de maig del 2022, i va arribar als cinemes el 8 de juny a Corea del Sud. S'ha doblat i subtitulat al català.

## Repartiment
- Song Kang-ho com Sang-hyeon[13]
- Bae Doona com Soo-jin[13]
- Gang Dong-won com Dong soo[13]
- Lee Ji-eun com So-young[13]
- Lee Joo-young com Detectiu Lee[13]

## Producció
La pel·lícula es va anunciar el 26 d'agost de 2020, amb Song, Bae i Gang com a protagonistes, sota el títol provisional Baby, Box, Broker (Infant, bústia, mitjancer o corredor) o simplement Broker (mitjancer o corredor). Koreeda va començar a forjar la pel·lícula uns cinc anys abans, treballant amb Song i Gang, als qui va conèixer en diversos festivals, i amb Bae, qui va protagonitzar l'Air Doll de Koreeda el 2009. Al febrer de 2021, es va anunciar que Lee Ji-eun s'havia unit a l'elenc. El març de 2021 es va informar que Lee Joo-young també s'havia unit a l'elenc. La fotografia principal va tenir lloc del 14 d'abril al 22 de juny del 2021.